# Gmina Witkowo
Die Gmina Witkowo ist eine Stadt-und-Land-Gemeinde im Powiat Gnieźnieński der Woiwodschaft Großpolen in Polen. Ihr Sitz befindet sich in der gleichnamigen Stadt Witkowo (1940–1945 Wittingen) mit 7921 Einwohnern (2016).

## Geschichte
In den Jahren 1975 bis 1999 gehörte die Gmina zur Woiwodschaft Konin.

## Gliederung
Zur Stadt-und-Land-Gemeinde Witkowo gehören die folgenden Dörfer mit 26 Schulzenämtern:
| Name                   | deutscher Name (1815–1918)                          | deutscher Name (1939–45)                |
| ---------------------- | --------------------------------------------------- | --------------------------------------- |
| Chłądowo               | Klondau                                             | Klondau                                 |
| Ćwierdzin              | Cwierdzin                                           | Vorwalde                                |
| Czajki                 | Jaworowo Gemeinde u. Vorwerk                        | – Kiebitzhof – Mövenhof                 |
| Dębina                 | Vorwerk Dembina                                     | Deuben                                  |
| Folwark                | Folwark                                             | 1939–43 Meyershofen 1943–45 Meyershufen |
| Gaj                    | Gaj                                                 | Birkenfeld                              |
| Gorzykowo              | - Gorzykowo - Gut Görzhof                           | - Görzhof - Gut Görzhof                 |
| Huta Skorzęska         | Huttaskorzencin                                     | Korschhütte                             |
| Jaworowo               | Gut Jaworowo                                        | Jarenau                                 |
| Kamionka               | Kamionka                                            | 1939–43 Steinwall 1943–45 Steindorf     |
| Kołaczkowo             | Kolaczkowo                                          | Brotkamp                                |
| Mąkownica              | Monkownica                                          | Mohnau                                  |
| Małachowo-Kępe         | Malvenkamp                                          | Malvenkamp                              |
| Małachowo-Wierzbiczany | Jakobsdorf                                          | Jakobsdorf                              |
| Małachowo-Złych Miejsc | Gut Malachowo Zlych Miejsc                          | Gut Malvenkamp                          |
| Malenin                | Malenin                                             | Lützeldorf                              |
| Mielżyn                | Mieltschin                                          | 1939–43 Möllen 1943–45 Mielen           |
| Mielżynek Dolny        | Mielzynek                                           | Kleinmielen ?                           |
| Mielżynek Górny        | Gut Mielzyn 1911–18 Kleinfließ                      | Kleinfließ                              |
| Odrowąż                | Odrowonz                                            | Ebenau                                  |
| Ostrowite Prymasowskie | Ostrowite Prymasowskie 1906–18 Kirchlich Ostrowitte | Ostkirch                                |
| Piaski                 | Piaski                                              | Sandau                                  |
| Ruchocin               | Neuzedlitz                                          | Neuzedlitz                              |
| Ruchocinek             | Ruchocinek 1906–18 Brückenfeld                      | Brückenfeld                             |
| Skorzęcin              | Skorzencin                                          | 1939–43 Korschen 1943–45 Korschingen    |
| Sokołowo               | Sokolowo                                            | Sockeln                                 |
| Strzyżewo Witkowskie   | Königlich Strzyzewo                                 | Tiefenbach                              |
| Wiekowo                | Wiekowo 1908–18 Pappelberg                          | Pappelberg                              |
| Witkówko               | Witkowko 1913–18 Wittnau                            | Wittenau                                |
| Witkowo                | Witkowo                                             | Wittingen                               |

Weitere Ortschaften sind:
| Name                   | deutscher Name (1815–1918) | deutscher Name (1939–45) |
| ---------------------- | -------------------------- | ------------------------ |
| Głożyny                | Ellernbruch                | Ellernbruch              |
| Królewiec              | Vorwerk Krolewiec          | Königsdorf               |
| Krzyżówka              | Forsthaus Krüsau           | Forsthaus Krüsau         |
| Małachowo-Szemborowice | Gut Malachowo Szemborowice | (zu Gut Malvenkamp)      |
| Piłka                  | Pilka                      |                          |
| Popielarze             | Forsthaus Aschheim         | Forsthaus Aschheim       |
| Raszewo                | Raschewo                   | (zu Ostkirch)            |
| Skorzęcin-Nadleśnictwo | Gut Korschin               | Gut Korschin             |
| Stary Dwór             | Althof                     | Althof                   |
| Wierzchowiska          | Vorwerk Wierzchowiska      | Werschen                 |